# Jaskinia Lodowa Mułowa
Jaskinia Lodowa Mułowa (Pod Uskokiem, Lodowa w Mułowej) – jaskinia w Tatrach Zachodnich, w Dolinie Mułowej. Wejście do jaskini znajduje się w północno-wschodniej ścianie Miętusiej Kazalnicy, na wysokości 1680 metrów n.p.m., w górnej części Mułowego Progu. Ze względu na zalodzenie nie pozwalające okresowo na dostęp do części korytarzy jaskinia jest nie do końca zbadana. Długość odkrytych korytarzy wynosi około 400 metrów (z czego 120 metrów szacowanych), a jej deniwelacja 69 metrów

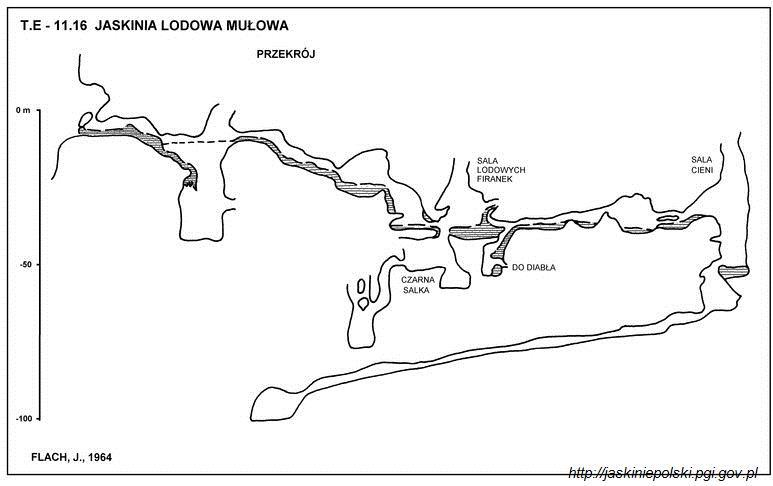
Przekrój jaskini

## Opis jaskini
Jaskinia charakteryzuje się tym, że lód utrzymuje się w niej bez większych zmian przez cały rok.

Główną częścią jaskini jest Studnia Cieni o głębokości 38 metrów. Z otworu wejściowego trzeba iść się do niej krótkim korytarzykiem, a następnie lodową pochylnią do salki, w której się zaczyna. Na pokryte lodem dno studni z którego prowadzi korytarz do niewielkiej salki i dalej w dół do piaszczystego syfonu (najniższy punkt jaskini) można się dostać:
- zjeżdżając studnią

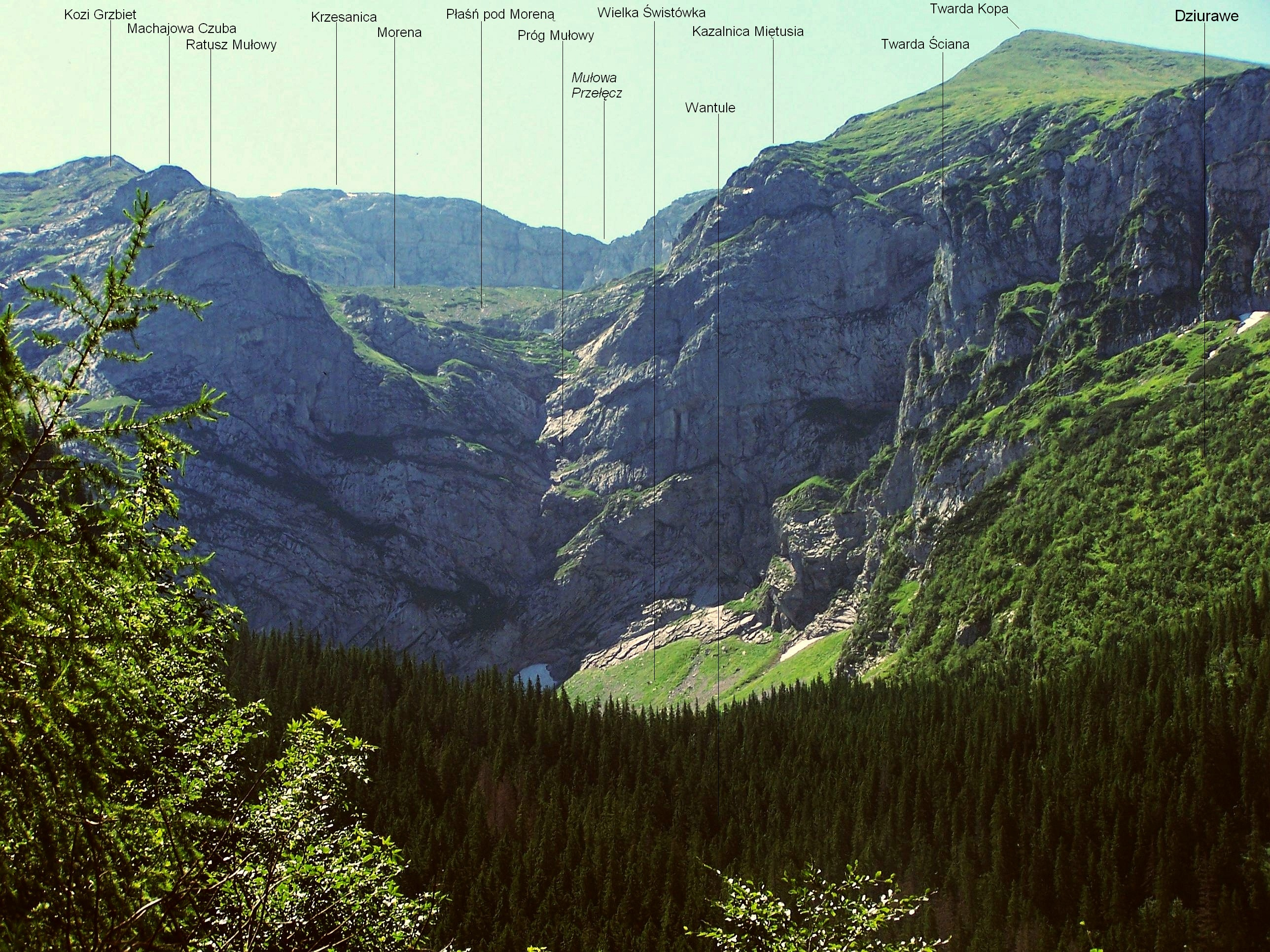
Otoczenie Wielkiej Świstówki

- iść korytarzem zaczynającym się w salce nad studnią a następnie meandrem pokrytym lodem do dużej lodowej sali – Sali Lodowych Chłopków. Stąd można dostać się do Salki Piaszczystej (idzie od niej niezbadany ciąg) lub Sali z Lodowymi Firankami o dnie pokrytym lodem. Sala z Lodowymi Firankami stanowi dno 39-metrowego komina z ciasną szczeliną w stropie. Odchodzą z niej korytarze: 
  - jeden biegnie do Czarnej Salki kończącej się szczelinami.
  - drugi do salki, która przechodzi w meander doprowadzający do okna w Studni Cieni, 13 metrów nad jej dnem.
  - trzeci do Sali Lodowej z Diabłem, skąd prowadzą dalej niezbadane korytarze[3][5].

W jaskini cały rok zalega śnieg i lód. Roślinność nie występuje.

## Historia odkryć
Otwór jaskini odkrył Janusz Flach z Zakopanego 10 lipca 1960 roku. W tym samym roku osiągnięto dno Studni Cieni.
W 1961 roku odkryto dalsze partie z salami Lodowych Chłopków i Lodowych Firanek.
W 1962 roku odkryto ciąg do Sali Lodowej z Diabłem.
W latach 1964–1965 zbadano partie położone poniżej Czarnej Salki. 